# Switch (mihimaru GTの曲)
『Switch』（スウィッチ）は、2009年6月17日に発売されたmihimaru GTの20枚目のシングル。発売元はユニバーサルミュージック。

## 概要
- 前作以来8か月ぶりとなるシングル。初回盤と通常盤の2仕様での発売。

## 収録曲
1. Switch
テレビ東京系「世界卓球2009 横浜」テーマソングとして書き下ろされた曲。イオン「YUKATA&MIZUGI MAGIC」CMソングにも使用された[2][3][4]。
2. Over Drive
JUDY AND MARYの「Over Drive」のカバー曲で、3rdアルバム『mihimagic』収録の「Over Drive」とは別の曲である。
この作品の発売前に発売された『JUDY AND MARY 15th Anniversary Tribute Album』にも収録されている。
3. Switch [Instrumental]
4. Over Drive [Instrumental]

### DVD（初回盤のみ）
1. Switch -Video Clip-
2. Switch -Making-

## 収録アルバム
Switch
- mihimalogy
- THE BEST of mihimaru GT 2
- 10th Anniversary BEST 2003-2013
- THE SINGLE of mihimaru GT

Over Drive
- mihimania III〜コレクション アルバム〜
- mihimania collection